# Cmentarz przy kościele św. Leonarda w Radomiu

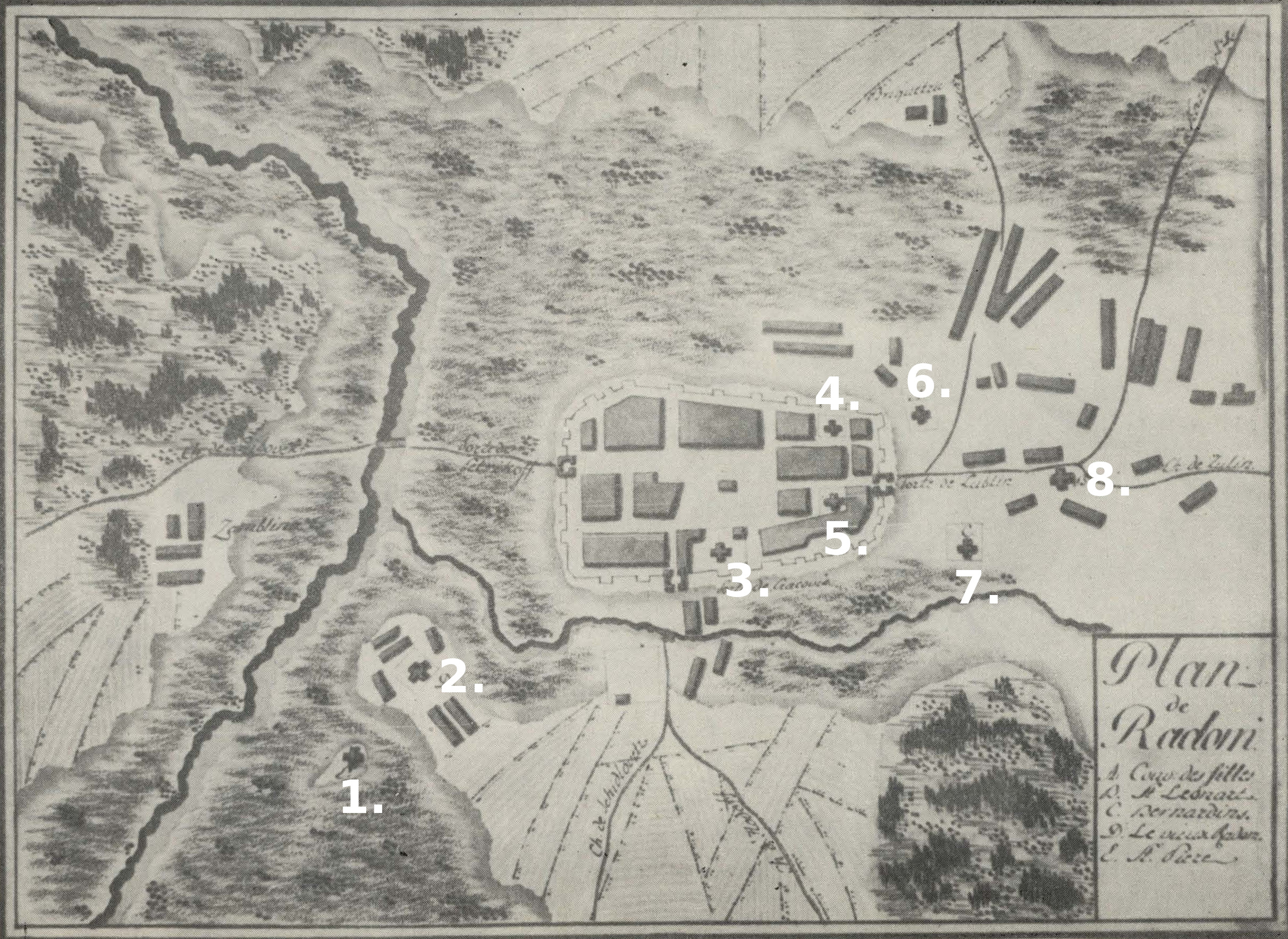
8. Kościół św. Leonarda wraz z cmentarzem na mapie Radomia z XVIII w.

Cmentarz przy kościele św. Leonarda w Radomiu – cmentarz istniejący w Radomiu do schyłku XVIII wieku przy kościele św. Leonarda.
Cmentarz znajdował się poza murami miejskimi przy trakcie lubelskim wokół nieistniejącego dzisiaj kościoła św. Leonarda (okolice klasztoru i kościoła oo. Bernardynów).
Cmentarz był niewielką nekropolią – średnio zdarzało się na nim rocznie od 1 do 3 pogrzebów, jedynie w latach 1775, 1779 i 1780 odnotowano ponad 10 pochówków rocznie. Jedyny znany przypadek pochówku szlachcica w samym kościele w przedsionku miał miejsce w 1783. Ogółem w latach 1748–1794 pochowano na cmentarzu 155 osób, co stanowiło 10% odnotowanych pogrzebów w parafii noworadomskiej
Na cmentarzu chowano głównie ubogich, w tym zmarłych ze szpitala przy kościele św. Ducha, przy której to świątyni nie dokonywano pochówków prawdopodobnie z powodu podmokłego gruntu. W zapisach metrykalnych najczęściej podawano jedynie imię zmarłego, a czasami nawet brakowało tej informacji. Największą grupę zmarłych (22%) stanowiły osoby określane jako ubodzy, żebracy lub włóczędzy. Drugą pod względem liczebności grupę pochowanych stanowili chłopi z okolicznych wiosek, których chowano na tym cmentarzu prawdopodobnie z powodu niższych kosztów niż na cmentarzu przy kościele farnym. Kilkunastu zmarłych określono jako mieszczan, zaś kilku jako szlachtę, aczkolwiek nie byli to przedstawiciele znaczących rodzin. Na cmentarzu chowano też osoby z innych regionów, które zmarły podczas pobytu w Radomiu, ofiary mordów, nieochrzczone dzieci oraz osoby o nieustalonej tożsamości.
Ostatni pochówek na cmentarzu odnotowano w czerwcu 1794. Od 1795 zmarłych z obu radomskich parafii chowano na nowym cmentarzu na Piotrówce. Obecnie w miejscu dawnego cmentarza znajduje się budynek szkoły i skwer.